# 그랑 프리 (1975년 영화)
그랑 프리(Flåklypa Grand Prix)는 노르웨이에서 제작된 이보 카프리노 감독의 1975년 애니메이션, 모험, 코미디, 가족 영화이다. 웬체 포스 등이 주연으로 출연하였다.

## 출연

### 주연
- 웬체 포스
- 퍼 테오도르 하우겐

### 조연
- 해럴드 헤이디-스틴 주니어
- 헨키 콜스타드
- 토랄브 모스타드
- 프랭크 로버트
- 캐리 사이몬슨